# Weinbörner
Weinbörner  ist ein deutscher Familienname.

## Herkunft und Bedeutung
Weinmann ist ein Berufsname und bezieht sich auf einen Branntweinhersteller.

## Varianten
- Weinbrenner

## Namensträger
- Kerstin Weinbörner (* 1971), deutsche Badmintonspielerin
- Udo Weinbörner (* 1959), deutscher Schriftsteller